# Filippo Tamagnini
Filippo Tamagnini (Città di San Marino, 30 gennaio 1972) è un politico sammarinese, due volte capo dello stato sammarinese.

## Biografia
Si è diplomato geometra all'istituto "Belluzzi" di Rimini, poi si è laureato in ingegneria edile all'Università di Bologna.
Dal 2000 è membro del Partito Democratico Cristiano Sammarinese, dal 2003 al 2008 è membro della Giunta di Castello di Serravalle e nel 2008 è stato eletto membro del Consiglio Grande e Generale. Vive a Falciano. Ha ricoperto la carica di capitano reggente per il semestre aprile-ottobre del 2011, per poi tornare a ricoprirla nell'ottobre 2023.